# Inżynieria cech
Inżynieria cech (ang. feature engineering) – etap wstępnego przetwarzania w nadzorowanym uczeniu maszynowym i modelowaniu statystycznym polegający na przekształcaniu surowych danych w bardziej efektywny zestaw danych wejściowych. Każdy przypadek danych wejściowych opisują różne atrybuty, zwane cechami (features). Inżynieria cech, poprzez dostarczanie modelom istotnych informacji, może znacząco poprawić ich dokładność predykcyjną oraz zdolność podejmowania trafnych decyzji.